# Lista över fornlämningar i Norrtälje kommun (Rö)
Lista över fornlämningar i Norrtälje kommun (Rö) är en förteckning av ett urval av de fornlämningar som finns i Rö i Norrtälje kommun.
| Namn                      | Lämningstyp                 | Tillkomsttid | Historisk indelning | Plats | Läge                 | ID-nr          | Bild                                 |
| ------------------------- | --------------------------- | ------------ | ------------------- | ----- | -------------------- | -------------- | ------------------------------------ |
| Rö 2:1                    | Stensättning                |              | Rö, Uppland         |       | 59.663504, 18.357785 | 10007500020001 | Ladda upp en bild av detta fornminne |
| Rö 3:1                    | Gravfält                    |              | Rö, Uppland         |       | 59.662705, 18.357564 | 10007500030001 | Ladda upp en bild av detta fornminne |
| Rö 4:1                    | Röse                        |              | Rö, Uppland         |       | 59.665212, 18.363173 | 10007500040001 | Ladda upp en bild av detta fornminne |
| Rö 4:2                    | Stensättning                |              | Rö, Uppland         |       | 59.665105, 18.363681 | 10007500040002 | Ladda upp en bild av detta fornminne |
| Rö 4:3                    | Stensättning                |              | Rö, Uppland         |       | 59.665487, 18.363388 | 10007500040003 | Ladda upp en bild av detta fornminne |
| Rö 5:1                    | Stensättning                |              | Rö, Uppland         |       | 59.665893, 18.362741 | 10007500050001 | Ladda upp en bild av detta fornminne |
| Rö 7:1                    | Röse                        |              | Rö, Uppland         |       | 59.667010, 18.362517 | 10007500070001 | Ladda upp en bild av detta fornminne |
| Rö 8:1                    | Röse                        |              | Rö, Uppland         |       | 59.667859, 18.362274 | 10007500080001 | Ladda upp en bild av detta fornminne |
| Rö 9:1                    | Röse                        |              | Rö, Uppland         |       | 59.668824, 18.363548 | 10007500090001 | Ladda upp en bild av detta fornminne |
| Rö 9:2                    | Röse                        |              | Rö, Uppland         |       | 59.668875, 18.363676 | 10007500090002 | Ladda upp en bild av detta fornminne |
| Rö 10:1                   | Röse                        |              | Rö, Uppland         |       | 59.669424, 18.364122 | 10007500100001 | Ladda upp en bild av detta fornminne |
| Rö 12:1                   | Röse                        |              | Rö, Uppland         |       | 59.688836, 18.357134 | 10007500120001 | Ladda upp en bild av detta fornminne |
| Rö 12:2                   | Röse                        |              | Rö, Uppland         |       | 59.688437, 18.356772 | 10007500120002 | Ladda upp en bild av detta fornminne |
| Rö 13:1                   | Röse                        |              | Rö, Uppland         |       | 59.688880, 18.361062 | 10007500130001 | Ladda upp en bild av detta fornminne |
| Rö 14:1                   | Röse                        |              | Rö, Uppland         |       | 59.684769, 18.375070 | 10007500140001 | Ladda upp en bild av detta fornminne |
| Rö 15:1                   | Röse                        |              | Rö, Uppland         |       | 59.685608, 18.375358 | 10007500150001 | Ladda upp en bild av detta fornminne |
| Rö 16:1                   | Röse                        |              | Rö, Uppland         |       | 59.680092, 18.360819 | 10007500160001 | Ladda upp en bild av detta fornminne |
| Rö 16:2                   | Stensättning                |              | Rö, Uppland         |       | 59.680159, 18.361054 | 10007500160002 | Ladda upp en bild av detta fornminne |
| Rö 21:1                   | Hög                         |              | Rö, Uppland         |       | 59.693194, 18.380060 | 10007500210001 | Ladda upp en bild av detta fornminne |
| Rö 23:1                   | Hög                         |              | Rö, Uppland         |       | 59.692828, 18.347714 | 10007500230001 | Ladda upp en bild av detta fornminne |
| Rö 24:1                   | Gravfält                    |              | Rö, Uppland         |       | 59.694185, 18.345367 | 10007500240001 | Ladda upp en bild av detta fornminne |
| Rö 28:1                   | Stensättning                |              | Rö, Uppland         |       | 59.699080, 18.358234 | 10007500280001 | Ladda upp en bild av detta fornminne |
| Rö 31:1                   | Stensättning                |              | Rö, Uppland         |       | 59.699763, 18.368672 | 10007500310001 | Ladda upp en bild av detta fornminne |
| Rö 34:1                   | Gravfält                    |              | Rö, Uppland         |       | 59.703262, 18.376178 | 10007500340001 | Ladda upp en bild av detta fornminne |
| Rö 38:1                   | Stensättning                |              | Rö, Uppland         |       | 59.705770, 18.372931 | 10007500380001 | Ladda upp en bild av detta fornminne |
| Rö 39:1                   | Röse                        |              | Rö, Uppland         |       | 59.706506, 18.372086 | 10007500390001 | Ladda upp en bild av detta fornminne |
| Rö 39:2                   | Röse                        |              | Rö, Uppland         |       | 59.706366, 18.371932 | 10007500390002 | Ladda upp en bild av detta fornminne |
| Rö 39:3                   | Hög                         |              | Rö, Uppland         |       | 59.706425, 18.371706 | 10007500390003 | Ladda upp en bild av detta fornminne |
| Rö 40:1                   | Stensättning                |              | Rö, Uppland         |       | 59.705409, 18.369647 | 10007500400001 | Ladda upp en bild av detta fornminne |
| Rö 40:3                   | Hög                         |              | Rö, Uppland         |       | 59.705736, 18.370297 | 10007500400003 | Ladda upp en bild av detta fornminne |
| Rö 40:4                   | Stensättning                |              | Rö, Uppland         |       | 59.705656, 18.370681 | 10007500400004 | Ladda upp en bild av detta fornminne |
| Rö 41:1                   | Röse                        |              | Rö, Uppland         |       | 59.705369, 18.379428 | 10007500410001 | Ladda upp en bild av detta fornminne |
| Rö 42:1                   | Gravfält                    |              | Rö, Uppland         |       | 59.702959, 18.378782 | 10007500420001 | Ladda upp en bild av detta fornminne |
| Rö 44:1                   | Röse                        |              | Rö, Uppland         |       | 59.693489, 18.314961 | 10007500440001 | Ladda upp en bild av detta fornminne |
| Rö 44:2                   | Stensättning                |              | Rö, Uppland         |       | 59.693261, 18.314662 | 10007500440002 | Ladda upp en bild av detta fornminne |
| Rö 44:3                   | Stensättning                |              | Rö, Uppland         |       | 59.693244, 18.314004 | 10007500440003 | Ladda upp en bild av detta fornminne |
| Rö 47:1                   | Röse                        |              | Rö, Uppland         |       | 59.695798, 18.317113 | 10007500470001 | Ladda upp en bild av detta fornminne |
| Rö 47:2                   | Stensättning                |              | Rö, Uppland         |       | 59.695442, 18.316966 | 10007500470002 | Ladda upp en bild av detta fornminne |
| Rö 47:3                   | Stensättning                |              | Rö, Uppland         |       | 59.696082, 18.317362 | 10007500470003 | Ladda upp en bild av detta fornminne |
| Rö 47:4                   | Stensättning                |              | Rö, Uppland         |       | 59.695647, 18.317032 | 10007500470004 | Ladda upp en bild av detta fornminne |
| Rö 49:1                   | Stensättning                |              | Rö, Uppland         |       | 59.693906, 18.318797 | 10007500490001 | Ladda upp en bild av detta fornminne |
| Rö 49:2                   | Stensättning                |              | Rö, Uppland         |       | 59.693743, 18.318893 | 10007500490002 | Ladda upp en bild av detta fornminne |
| Rö 50:1                   | Gravfält                    |              | Rö, Uppland         |       | 59.692927, 18.326376 | 10007500500001 | Ladda upp en bild av detta fornminne |
| Rö 51:1                   | Hög                         |              | Rö, Uppland         |       | 59.700209, 18.394657 | 10007500510001 | Ladda upp en bild av detta fornminne |
| Rö 51:2                   | Stensättning                |              | Rö, Uppland         |       | 59.700100, 18.394720 | 10007500510002 | Ladda upp en bild av detta fornminne |
| Rö 51:3                   | Hög                         |              | Rö, Uppland         |       | 59.700017, 18.394821 | 10007500510003 | Ladda upp en bild av detta fornminne |
| Rö 54:1                   | Gravfält                    |              | Rö, Uppland         |       | 59.700068, 18.399662 | 10007500540001 | Ladda upp en bild av detta fornminne |
| Rö 55:1                   | Hög                         |              | Rö, Uppland         |       | 59.698960, 18.406981 | 10007500550001 | Ladda upp en bild av detta fornminne |
| Rö 55:2                   | Stensättning                |              | Rö, Uppland         |       | 59.698883, 18.407093 | 10007500550002 | Ladda upp en bild av detta fornminne |
| Rö 56:1                   | Stensättning                |              | Rö, Uppland         |       | 59.698709, 18.408827 | 10007500560001 | Ladda upp en bild av detta fornminne |
| Rö 58:1                   | Stensättning                |              | Rö, Uppland         |       | 59.701255, 18.410918 | 10007500580001 | Ladda upp en bild av detta fornminne |
| Rö 58:2                   | Stensättning                |              | Rö, Uppland         |       | 59.701216, 18.410631 | 10007500580002 | Ladda upp en bild av detta fornminne |
| Rö 58:3                   | Stensättning                |              | Rö, Uppland         |       | 59.701123, 18.410766 | 10007500580003 | Ladda upp en bild av detta fornminne |
| Rö 59:1                   | Röse                        |              | Rö, Uppland         |       | 59.703051, 18.411336 | 10007500590001 | Ladda upp en bild av detta fornminne |
| Rö 60:1                   | Stensättning                |              | Rö, Uppland         |       | 59.702971, 18.403780 | 10007500600001 | Ladda upp en bild av detta fornminne |
| Rö 61:1                   | Stensättning                |              | Rö, Uppland         |       | 59.702516, 18.403622 | 10007500610001 | Ladda upp en bild av detta fornminne |
| Rö 62:1                   | Stensättning                |              | Rö, Uppland         |       | 59.703015, 18.406199 | 10007500620001 | Ladda upp en bild av detta fornminne |
| Rö 63:1                   | Stensättning                |              | Rö, Uppland         |       | 59.703123, 18.408979 | 10007500630001 | Ladda upp en bild av detta fornminne |
| Rö 64:1                   | Stensättning                |              | Rö, Uppland         |       | 59.710522, 18.414080 | 10007500640001 | Ladda upp en bild av detta fornminne |
| Rö 64:2                   | Stensättning                |              | Rö, Uppland         |       | 59.710748, 18.413991 | 10007500640002 | Ladda upp en bild av detta fornminne |
| Rö 64:3                   | Stensättning                |              | Rö, Uppland         |       | 59.710838, 18.413980 | 10007500640003 | Ladda upp en bild av detta fornminne |
| Rö 68:1                   | Gravfält                    |              | Rö, Uppland         |       | 59.704773, 18.389959 | 10007500680001 | Ladda upp en bild av detta fornminne |
| Rö 69:1                   | Stensättning                |              | Rö, Uppland         |       | 59.706364, 18.382003 | 10007500690001 | Ladda upp en bild av detta fornminne |
| Rö 70:1                   | Röse                        |              | Rö, Uppland         |       | 59.705394, 18.382500 | 10007500700001 | Ladda upp en bild av detta fornminne |
| Gårdstensberget (Rö 73:1) | Fornborg                    |              | Rö, Uppland         |       | 59.706609, 18.429002 | 10007500730001 | Ladda upp en bild av detta fornminne |
| Rö 75:1                   | Stensättning                |              | Rö, Uppland         |       | 59.716736, 18.417300 | 10007500750001 | Ladda upp en bild av detta fornminne |
| Hin Ondes grav (Rö 76:1)  | Hög                         |              | Rö, Uppland         |       | 59.695185, 18.389928 | 10007500760001 | Ladda upp en bild av detta fornminne |
| Rö 77:1                   | Stensättning                |              | Rö, Uppland         |       | 59.696218, 18.390187 | 10007500770001 | Ladda upp en bild av detta fornminne |
| Rö 78:1                   | Stensättning                |              | Rö, Uppland         |       | 59.683061, 18.359750 | 10007500780001 | Ladda upp en bild av detta fornminne |
| Rö 78:2                   | Stensättning                |              | Rö, Uppland         |       | 59.682648, 18.360279 | 10007500780002 | Ladda upp en bild av detta fornminne |
| Rö 78:3                   | Stensättning                |              | Rö, Uppland         |       | 59.683089, 18.360389 | 10007500780003 | Ladda upp en bild av detta fornminne |
| Rö 78:4                   | Stensättning                |              | Rö, Uppland         |       | 59.683202, 18.360177 | 10007500780004 | Ladda upp en bild av detta fornminne |
| Rö 79:1                   | Gravfält                    |              | Rö, Uppland         |       | 59.700639, 18.391288 | 10007500790001 | Ladda upp en bild av detta fornminne |
| Rö 80:1                   | Grav markerad av sten/block |              | Rö, Uppland         |       | 59.700163, 18.407905 | 10007500800001 | Ladda upp en bild av detta fornminne |
| Rö 82:1                   | Stensättning                |              | Rö, Uppland         |       | 59.692624, 18.380384 | 10007500820001 | Ladda upp en bild av detta fornminne |
| Rö 82:2                   | Hög                         |              | Rö, Uppland         |       | 59.692738, 18.380499 | 10007500820002 | Ladda upp en bild av detta fornminne |
| Rö 84:1                   | Hög                         |              | Rö, Uppland         |       | 59.692871, 18.391502 | 10007500840001 | Ladda upp en bild av detta fornminne |
| Rö 90:1                   | Stensättning                |              | Rö, Uppland         |       | 59.688122, 18.374052 | 10007500900001 | Ladda upp en bild av detta fornminne |
| Rö 90:2                   | Stensättning                |              | Rö, Uppland         |       | 59.687968, 18.374152 | 10007500900002 | Ladda upp en bild av detta fornminne |
| Rö 90:3                   | Stensättning                |              | Rö, Uppland         |       | 59.687879, 18.374113 | 10007500900003 | Ladda upp en bild av detta fornminne |
| Rö 90:4                   | Stensättning                |              | Rö, Uppland         |       | 59.687909, 18.373866 | 10007500900004 | Ladda upp en bild av detta fornminne |
| Rö 97:1                   | Hög                         |              | Rö, Uppland         |       | 59.692402, 18.346919 | 10007500970001 | Ladda upp en bild av detta fornminne |
| Rö 98:1                   | Stensättning                |              | Rö, Uppland         |       | 59.692081, 18.346774 | 10007500980001 | Ladda upp en bild av detta fornminne |
| Rö 100:1                  | Stensättning                |              | Rö, Uppland         |       | 59.691758, 18.413218 | 10007501000001 | Ladda upp en bild av detta fornminne |
| Rö 101:1                  | Stensättning                |              | Rö, Uppland         |       | 59.694507, 18.411213 | 10007501010001 | Ladda upp en bild av detta fornminne |
| Rö 102:1                  | Stensättning                |              | Rö, Uppland         |       | 59.692214, 18.393495 | 10007501020001 | Ladda upp en bild av detta fornminne |
| Rö 102:2                  | Stensättning                |              | Rö, Uppland         |       | 59.692113, 18.393595 | 10007501020002 | Ladda upp en bild av detta fornminne |
| Rö 104:1                  | Hög                         |              | Rö, Uppland         |       | 59.696141, 18.393769 | 10007501040001 | Ladda upp en bild av detta fornminne |
| Kullunge (Rö 119:1)       | Husgrund, historisk tid     |              | Rö, Uppland         |       | 59.660383, 18.357760 | 10007501190001 | Ladda upp en bild av detta fornminne |